# Josep María Gil-Vernet Vila
Josep María Gil-Vernet Vila (Barcelona, 9 de diciembre de 1922- Barcelona, 5 de marzo de 2020) fue un urólogo español. Impulsor del trasplante renal, de testículo humano y páncreas. Vicerrector de la Universidad de Barcelona (1973-1980).

## Biografía

### Formación y docencia universitaria
Nacido en una familia de médicos. Su padre, Salvador Gil Vernet, era catedrático de Anatomía y un prestigioso urólogo, y su tío paterno, Emili Gil Vernet, era especialista en Obstretricia y ginecología, catedrático de esta disciplina desde 1958 hasta su muerte (1970) y también iniciador de una saga de ginecólogos.
Josep María se licenció en Medicina en la Universidad de Barcelona y se doctoró en la Universidad de Madrid (1951). Fue discípulo directo de su padre y se especializó en urología 1956. Fue jefe del Servicio de Urología del Hospital Clínico de Barcelona y en 1972 fue nombrado catedrático extraordinario de Urología y dirigió la escuela profesional a partir de 1973. Ese mismo año fue nombrado vicerretor de la Universidad de Barcelona.

### Pionero en trasplantes: riñón, testículo y páncreas-riñón
En colaboración con Antoni Caralps, efectuó el primer trasplante de riñón en España (1965). Años después fue el autor del primer trasplante mundial de testículo humano, intervención que realizó ayudado por un equipo de veinte especialistas (1978). Con Laureano Fernández-Cruz hizo el primer trasplante de páncreas y riñón (1983). 
Al cumplir 65 años se jubiló de sus cargos en el Hospital Clínico y Provincial de Barcelona. Al año siguiente fue sustituido por su discípulo Pablo Carretero. Esto no significó la interrupción de su actividad profesional, ya que años después siguió trabajando en la Clínica Teknon de Barcelona y en otras instituciones sanitarias en Cataluña. Fue nombrado profesor emérito de la Universidad de Barcelona (1988) y también fue docente de la Universidad Autónoma de Barcelona (1994).
Gil-Vernet realizó nombrosas aportaciones en el campo de la técnica urológica que han contribuido a mejorar el pronóstico de numerosas afecciones, haciendo la especialidad más eficaz y segura. Entre ellas se pueden destacar: la sustitución de la vejiga por segmentos de colon en el tratamiento de las neoplasias y tuberculosis vesicales (colocistoplastia), el abordaje intrasinusal de la litiasis renal, la utilización de toda la vía urinaria del receptor en el trasplante renal, una nueva vía de acceso retroperitoneal a los vasos esplénicos, la cirugía renal bajo hipotermia, el trasplante ortotópico de riñón, la cirugía renal extracorpórea por enfermedades vasculares, tumorales y congénitas que afectaran al riñón y las vías urinarias, el diseño de instrumentos quirúrgicos, un método para obtener la tercera dimensión intraoperatoria en las intervenciones de riñón litiásica, la introducción de la microscopia intraoperatoria en urología y andrología o las técnicas de microcirugía. 
Tras su jubilación continuó trabajando en la cirugía reconstructiva uretral en pacientes parapléjicos empleando colgantes del escroto. Gil-Vernet consiguió sustituir con éxito la uretra dañada, lo que supuso la solución de estas graves lesiones que causan un deterioro de la calidad de vida de los parapléjicos y que les puede causar la muerte.
Gil-Vernet fue también un hombre innovador en el campo de la docencia. Inició Cursos Internacionales de Urología, que llegaron a reunir en sus últimas ediciones más de dos mil participantes que podían seguir en directo en el Palau de Congresos de Barcelona las intervenciones realizadas en el Hospital Clínico.
Falleció a los noventa y siete años en Barcelona el 5 de marzo de 2020.

## Las intervenciones médicas de Gil-Vernet
Josep María Gil-Vernet fue conocido por varias intervenciones que llevan su nombre. De hecho, más de cuarenta procedimientos están asociados a su nombre. Entre ellas destacan: la pielotomía extensa, la trigonoplastia u operación antirreflujo y la autoplastia vesical con un colgante vesical posterosuperior.

### Nuevos conceptos quirúrgicos en la eliminación del cálculo renal
En 1965 Gil-Vernet publicó un exhaustivo artículo en el que, bajo el título de New surgical conceptos in Removing renal calcule, revisaba la situación de la cirugía para la litiasis renal. El artículo comenzaba con unas frases definitorias de la opinión del autor sobre el tema: "Debemos aceptar que las técnicas que hoy empleamos para el tratamiento quirúrgico de la litiasis renal no siempre permiten una extracción segura y fácil de los cálculos. No siempre son inocuas para el riñón y dejan un número considerable de complicaciones postoperatorias... ". A continuación, Gil-Vernet criticaba los procedimientos quirúrgicos habituales, como la lumbotomía oblicua, la exteriorización del riñón de su cápsula y la pielotomía vertical, con mención de las complicaciones derivadas de estos procedimientos. El artículo seguía con una descripción de su técnica quirúrgica basada en la lumbotomía vertical posterior, la cirugía renal in situ, el abordaje intrasinusal de la pelvis y de los cálices renales, la pielotomía transversa y el calicotomo longitudinal. 
Las novedades de Gil-Vernet eran precisamente el abordaje del seno renal, que se realizaba de forma extracapsular, lo que permitía una visibilidad superior del seno renal y el acceso a todas las bragas hasta el fórnix, la ausencia de sangrado por el parénquima y los conductos excretores, la localización visual de los cálculos de los calzones y la extracción de cálculos coraliformes inarticulados en una sola pieza. La técnica presentada, según las palabras del propio Gil-Vernet, "es extremadamente simple. Consiste en identificar la unión ureteropelviana llevando hacia el riñón el tejido celular peripelviano con la ayuda de unas tijeras romas muy curvadas. Mediante la disección roma se libera la adventicia pélvica del tejido celular adiposo peripelviano. Las tijeras deben contactar directamente con la adventicia. En el momento de entrar por debajo del diafragma capsular, las tijeras se abrirán de forma enérgica para rasgar el círculo diafragmático que ofrece escasa resistencia. En este momento nos encontramos en la entrada del seno al colocar un retractor adecuado que estira la masa del tejido adiposo peripelviano, la cara interna de la parte posterior del riñón y los vasos retropelvianos: todo el bloque puede retirarse hacia arriba sin peligro de rasgar el parénquima, el cual, protegido por la cápsula y la grasa peripelviana, tiene una gran resistencia y elasticidad. En este momento, una gasa húmeda y desplegada se introduce progresivamente en el seno hasta llenarlo, luego se retira y se coloca otro retractor del mismo tamaño o inferior [los retractores de Gil-Vernet]. Con ambos retractores se levanta firmemente la parte posterior del riñón, lo que hace girar el órgano, de manera que el espacio sinusal se ofrece perpendicularmente al cirujano con una visión completa de la pelvis y de la cara posterior de los cálices mayores. Cuando la manipulación se realiza correctamente, no provoca ningún sangrado..."
Esta descripción de Gil-Vernet revolucionó la intervención de la litiasis renal y abrió un nuevo campo en la posibilidad de la cirugía reconstructiva de las vías excretoras renales. Más adelante, Gil-Vernet describía la segunda parte de la cirugía con la fase de incisión de la pielotomía transversa intrasinusal. Rechazaba la incisión vertical empleada hasta entonces por poco anatómica y por las complicaciones derivadas de esta maniobra quirúrgica. Basándose en sus conocimientos anatómicos, Gil-Vernet defendía la pielotomía transversa realizada en la misma dirección de la musculatura piélica que, si se efectuaba en la parte superior de la pelvis, posibilitaba una visión de la entrada de los cálices, lo que facilitaba su exploración. Además, la exploración permitía detectar la presencia de una estenosis y practicar una pieloplastia correctora. Según Gil-Vernet, la pielotomía transversal reducía el número y la gravedad de las complicaciones, impedía la pérdida de orina y reducía significativamente la duración de la hospitalización. Gil-Vernet terminaba su artículo histórico afirmando que "este nuevo tipo de cirugía es un procedimiento seguro para la litiasis renal: indudablemente es menos traumático, más selectivo, más eficaz y más seguro que los empleados hasta ahora". El tiempo le dio la razón.

### Una nueva técnica para la corrección quirúrgica del reflujo vesicoureteral
Otra contribución de Josep Maria Gil-Vernet fue la técnica para la corrección del reflujo vesicoureteral. En 1984 publicó un artículo con el título A new technique for surgical corrección of vesicoureteral reflux, donde describía un nuevo procedimiento quirúrgico para tratar el reflujo vesicoureteral. Hasta entonces la corrección de esta anomalía comportaba la disección del uréter afectado y la reimplantación, con la dificultad que este procedimiento genera. Gil-Vernet proponía un procedimiento mucho más simple y rápido.
Gil-Vernet empleó en este caso los conocimientos anatómicos derivados de los trabajos de su padre y de los discípulos de éste, como Ruano. Señalaba que existía un megatrigon asociado al reflujo y que las fibras musculares intrínsecas del uréter transmural podían proporcionar la acción esfinteriana que evitaría el reflujo. Además, la conservación de la musculatura del uréter terminal podía ser importante en la prevención del reflujo. Teniendo en cuenta estas consideraciones, Gil-Vernet propuso una plica del trígono vesical con la que se reducía el espacio entre la unión ureterovesical; esto era suficiente para prevenir el reflujo. Este simple procedimiento fue empleado en casos de reflujo uni y bilateral con un notable éxito: un estudio publicado quince años después mostraba que la frecuencia del reflujo contralateral era muy superior en el procedimiento de reimplantación ureteral (26 %) comparado con el de Gil-Vernet (6 %).
En 1988 Gil-Vernet dirigió su atención a la corrección de las fístulas vesicovaginales. El problema eran aquellas situaciones que implicaban operaciones complejas, complicadas y con reoperados múltiples, así como las que causaban cambios importantes en el tejido perifistuloso y que se encontraban cerca del meato ureteral o del cuello vesical, las cuales habían causado cambios importantes en la capacidad de la vejiga o las debidas a alteraciones por irradiación. Gil-Vernet describió un procedimiento para el tratamiento de estas fístulas complejas.

### Autoplastia vesical con un colgante vesical posterosuperior
Gil-Vernet y sus colaboradores proponían una incisión transversal en la cúpula de la vejiga para obtener una buena imagen de las lesiones. Colocaban ligaduras en el orificio fistuloso y en el tejido fibroso; la escisión debía ampliarse hasta el tejido bien vascularizado y en la pared sana de la vejiga. Durante el proceso de disección de las capas de tejido implicado en la fístula, el plan entre las paredes vaginales y de la vejiga debía ser separado cuidadosamente. Para el cierre del área resecada se colocaba un colgante obtenido mediante una incisión bilateral, simétrica y divergente desde la parte superior de la lesión dirigida hacia la cúpula de la vejiga. Finalmente, una incisión a través del callejón sin salida permitía el avance del colgante. El colgante con la base superior ancha era llevado fácilmente en dirección al cuello de la vejiga y aproximado con suturas UNICAP. Este procedimiento ha sido empleado por numerosos cirujanos desde entonces y algunos de ellos han descrito un éxito importante.

### Solución a problemas médicos
Las intervenciones de Gil-Vernet supusieron la mejora de muchos procedimientos quirúrgicos que se acompañaban previamente de complicaciones notables. Algunas amenazaban directamente la vida del enfermo, otras lo sometían a una degradación de su calidad de vida. Del buen conocimiento anatómico, la magnífica técnica quirúrgica y la imaginación surgieron las soluciones a problemas frecuentes y difíciles de resolver. A veces fueron nuevas vías de abordaje quirúrgico, otros nuevos procedimientos, instrumentos o dispositivos, pero siempre con el mismo objetivo: permitir que la actuación del urólogo mejorase el pronóstico de las enfermedades y que los pacientes pudieran disfrutar de la mejor calidad de vida. No es extraño que Llobera considere a Josep Maria Gil-Vernet como 'uno de los urólogos más eminentes del siglo XX'.

## Premios y reconocimientos
- Medalla de oro en el Primer Congreso Mundial de Cine Científico, otorgado por ser el autor de más de noventa películas científicas de gran calidad.
- Primer Premio Golden Eagle.
- Premio Nacional de Cirugía (1967)
- Medalla de Oro de la Fundación Catalana para la Investigación (1997)
- Medalla de Oro de la Sociedad Catalana de Trasplante (1999)
- Nombramiento de Commendattore dell'Ordine al Merito por el presidente de la República Italiana (1974)
- Gran Cruz de la Orden Civil de Sanidad (1985).
- Académico de la Real Academia de Medicina de Cataluña.
- Premio Narcís Monturiol (1986)
- Premio Josep Trueta (1999) de la Generalidad de Cataluña
- Medalla Francisco Díaz de la Asociación Española de Urología (2002).
- Medalla de oro concedida por el Salón de Invenciones de Ginebra (abril de 2001) a una invención de Gil-Vernet denominada 'Prótesis regulable para la corrección de la incontinencia urinaria' (Oficina Española de Patentes y Marcas) con la que ha conseguido hacer desaparecer la pérdida de orina en mujeres en las que han fracasado los tratamientos quirúrgicos.

## Publicaciones
- Arango Toro O, Carreras Collado R, Herrero Polo M, Carrasco Cánovas N, Cortadellas A, Gelabert Mas A. Cierre autoplástico de las fístulas vesico-vaginales con colgajo vesical posterosuperior (operación de Gil-Vernet). Actas Urol Esp 1997; 21:604-608.
- Baños JE, Guardiola E. Eponímia mèdica catalana: l'anestèsia extradural de Gil Vernet. Ann Med 2002; 85:294-296.
- Corbella J. Història de la Facultad de Medicina de Barcelona 1843-1985. Barcelona: Fundació Uriach 1838, 1996; 340-341.
- Diccionario terminológico de ciencias médicas. 12a reimpresión ampliada. Barcelona: Salvat editores, S. A., 1990:817.
- Forbis P. Stedman's medical eponyms. Baltimore: Williams & Wilkins, 1998; 185.
- Gil-Vernet J. New surgical concepts in removing renal calculi. Urol Int 1965; 20:255-288.
- Gil-Vernet JM. A new technique for surgical correction of vesicoureteral reflux. J Urol 1984; 131:456-458
- Gil-Vernet JM, Gil-Vernet A, Campos JA. New surgical approach for treatment of complex vesicovaginal fistula. J Urol 1989; 141:513-516.
- Gil-Vernet JM, Arango O, Gil-Vernet A, Gil-Vernet JM Jr, Gelabert-Mas A. A new biaxial epilated scrotal flap for reconstructive urethral surgery. J Urol 1997; 158:412-420.
- Gran Enciclopèdia Catalana. Vol 12. Barcelona: Gran Encioclopèdia Catalana, 1987; 80-81.
- Josep Maria Gil-Vernet i Vila. Les operacions de Gil-Vernet. En Guardiola E i Baños JE. Eponímia mèdica catalana. Quaderns de la Fundació Dr. Antoni Esteve, núm. 1. Barcelona: Fundació Dr. Antoni Esteve, 2004; 45-50. https://web.archive.org/web/20180307022954/http://www.esteve.org/ca/eponimia/
- Liard A, Pfister C, Bachy B, Mitrofanoff P. Results of the Gil-Vernet procedure in preventing contralateral reflux in unilateral ureteric reflux. BJU Int 1999; 83:658-661.
- Llovera J. The Gold Medal of the Catalan Transplantation Society to professors JM Gil-Vernet and A Caralps. Transplantation Proc 1999; 31:2199-2200.